# Блекли (округ)
Бле́кли (англ. Bleckley County) — округ штата Джорджия, США. Население округа на 2000 год составляло 11666 человек. Административный центр округа — город Кокран.

## История
Округ Блекли основан в 1912 году.

## География
Округ занимает площадь 562 км2.

## Демография
Согласно Бюро переписи населения США, в округе Блекли в 2000 году проживало 11666 человек. Плотность населения составляла 20.8 человек на квадратный километр.